# Benedykt Biscop
Benedykt Biscop, właśc. Biscop Baducing (ur. ok. 628 w Nortumbrii, zm. 12 stycznia 690 w Wearmouth) – northumbryjski uczony i mnich, nauczyciel św. Bedy Czcigodnego, święty Kościoła katolickiego.

## Życiorys
Pochodził ze szlacheckiego rodu. W 652 roku po raz kolejny udał się z pielgrzymką do Rzymu przerywając naukę, którą pobierał na dworze królewskim. Kolejne informacje o świętym pochodzą z okresu pobytu w Lerins, gdzie otrzymał tonsurę. Prawdopodobnie w tym czasie zmienił imię (ok. 663 roku). Cztery lata po wstąpieniu do zakonu znalazł się w Rzymie i został przewodnikiem Teodora z Tarsu w drodze na stolicę biskupią. W następnych latach będąc już opatem opactwa św. Piotra założył wespół z królem Egfrydem nowe ośrodki w Wearmouth (671) i Jarrow (683-685). Dzięki przywiezionym z kontynentu zbiorom bibliotecznym, zasobom kościelnym i sprowadzeniu przez Benedykta artystów i rzemieślników, stały się one ważnymi ośrodkami ewangelizacyjnymi i odnowy sztuki sakralnej.
Uważa się, że ten nauczyciel Bedy przyczynił się do renesansu karolińskiego.
Jego wspomnienie obchodzone jest 12 stycznia.